# Huangfu Mi
Huangfu Mi (皇甫謐,  Huángfǔ Mì; * 214 oder 215; † 282) war ein chinesischer Gelehrter, Literat und Medizinschriftsteller während der späten Han-Dynastie, der Drei Königreiche und der Jin-Dynastie. Er war der Sohn einer armen Bauernfamilie in der heutigen Provinz Gansu. Hier befindet sich auch sein Mausoleum (Denkmäler der Provinz Gansu Nr. 293). Huangfu Mi verfasste das älteste bekannte Spezialwerk zur Akupunktur.

## Literarisches Schaffen
Zwischen 256 und 260, gegen Ende des Staates von Cao Wei, stellte er den Kanon der Akupunktur und Moxibustion (chinesisch 針灸甲乙經 / 针灸甲乙经, Pinyin Zhēnjiŭ jiăyĭ jīng, W.-G. Chen1-chiu3 chia3-i3 ching1) zusammen, eine Sammlung verschiedener Texte über Akupunktur verfasst in früheren Perioden in 12 Bänden und 128 Kapiteln, das eines der frühesten systematischen Arbeiten über diese Themen ist und sich als eines der einflussreichsten erweisen sollte.
Huangfu Mi stellte ebenfalls 10 Bücher zusammen in einer Reihe, die "Genealogische Aufzeichnungen zu Kaisern und Königen" (帝王世紀,  dìwáng shìjì) genannt wird.
Nagel-Angermann (1999) schreibt in ihrer Dissertation "Das Diwang shiji des Huangfu Mi (215-282)"
"Huangfu Mi hat im Laufe seines Lebens eine große Anzahl von
Schriften verfasst. Darunter finden sich historisch/geographische Werke,
biographische Sammlungen, astronomisch/astrologische Texte,
autobiographische Schriften, ein Kommentar, eine Literaturkritik und
ein umfangreicher medizinischer Textkorpus."

## Werkverzeichnis
Nagel-Angermann hat sich an einem Werkverzeichnis versucht, das folgende Werke dem Huangfu Mi zuordnet bzw. seine Urheberschaft belegt(siehe S. 41ff):
- 晉徵士皇甫謐集,  Jin zhengshi Huangfu Mi ji „Literarische Werke des Kandidaten Huangfu Mi aus der Jin-Zeit“
- 帝王世紀,  Diwang shiji „Genealogische Aufzeichnungen zu Kaisern und Königen“
- 地 書,  Dishu „Geographische Schriften“
- 禮樂聖真論,  Liyue shengzhen lun „Erörterung zu Riten und Musik sowie zu den Heiligen / zum Heiligen und Wahren“ oder „Erörterung zu den Riten und zur Musik“ sowie „Erörterung zu den Heiligen / zum Heiligen und Wahren“
- 玄守論,  Xuanshou lun „Erörterung über das Festhalten am Dunklen“
- 釋勸論,  Shiquan lun „Erörterung über das Vernachlässigen von Ermahnungen“
- 篤終,  Du zhong „Anweisungen für mein Ableben“
- 高士傳,  Gaoshi zhuan „Biographien hochstehender Edelmänner“
- 列女傳,  Lienü zhuan „Biographien vorbildlicher Frauen“
- 龐娥新傳,  Pang Eqin zhuan „Biographie der Pang Eqin“
- 逸士傳,  Yishi zhuan „Biographien von zurückgezogenen Edelmännern“
- 韋氏家傳,  Wei shi jiazhuan „Familienbiographie des Hauses Wei“
- 年曆,  Nianli „Jahreskalender“
- 朔氣長曆,  Shuoqi chang li „Langer Kalender des Neumond-qi“
- 玄晏春秋,  Xuanyan chunqiu „Frühling und Herbst des [Herrn] Xuanyan“
- 皇甫謐說,  Huangfu Mi shuo „Reden des Huangfu Mi“
- 皇甫謐自序,  Huanfu Mi zixu „Vorwort des Autors Huangfu Mi“
- 晉皇甫謐荅辛曠書,  Jin Huangfu Mi da Xin Kuang shu „Antwortbrief des Huangfu Mi aus der Jin-Dynastie an Xin Kuang“
- 皇甫謐讓徵聘表,  Huangfu Mi rang zhengping biao „Ablehnungsgesuch des Huangfu Mi beim Thron“
- 鬼谷子注,  Guigu zi zhu „Kommentar zum Guigu zi“
- 皇甫士安三都賦序,  Huangfu Shi’an Sandu fu xu „Vorwort des Huangfu Shi’an zum Sandu fu“
- 論寒食散方,  Lun Hanshisan fang „Erörterung über die Rezeptur des Hanshi-Pulvers“
- 皇甫士安依諸方撰,  Huangfu Shi’an yi zhufang zhuan „Rezepturen des Huangfu Shi’an“
- 黃帝三部鍼經,  Huang di sanbu zhenjing „Der Akupunkturklassiker des Gelben Kaisers, basierend auf den drei Büchern“
- 黃帝三部鍼灸經,  Huang di sanbu zhenjiujing „Der Akupunktur- und Moxibutionsklassiker des Gelben Kaisers, basierend auf den drei Büchern“